# 1875 год в науке
В 1875 году были различные научные и технологические события, некоторые из которых представлены ниже.

## Достижения человечества

### Открытия
- 20 сентября — на заседании Парижской академии наук зачитано письмо Лекока де Буабодрана об открытии им 27 августа этого же года, между 3 и 4 часами вечера, нового элемента: галлия[1].
- Астрономические объекты, открытые в 1875 году:
  - Галактики: NGC 1015, NGC 1274, NGC 1277, NGC 3950, NGC 4240.
  - Астероиды: (141) Люмен, (142) Пулана, (143) Адрия, (144) Вибилия, (145) Адеона, (146) Луцина, (147) Протогенея, (148) Галлия, (149) Медуза, (150) Нюйва, (151) Абунданция, (152) Атала, (153) Хильда, (154) Берта, (155) Сцилла, (156) Ксантиппа, (157) Деянира.

## Награды
- Ломоносовская премия — А. А. Потебня за сочинение «Из записок по русской грамматике»[2][3]:53-108.

## Родились
- 18 февраля — Леонид Николаевич Гобято, генерал-лейтенант, русский конструктор артиллерийского вооружения, один из изобретателей миномёта.
- 24 февраля — Вальдемар Метзенсин, германоамериканский учёный и преподаватель немецкого языка, профессор, спортивный тренер (ум. 1942).
- 26 июля — Карл Густав Юнг, швейцарский психиатр, психолог, философ, основатель аналитической психологии (ум. 1961).
- 23 октября — Гилберт Льюис, выдающийся американский физикохимик (ум. 1946).

## Скончались
- 15 апреля — Антон Шрётер, австрийский физик и минералог, один из основателей Австрийской академии наук .
- 13 июня — Гейнрих Луи д’Арре, немецкий астроном, один из открывателей планеты Нептун.
- 19 октября — Чарльз Уитстон, английский физик, автор многих изобретений.